# John R. Farr

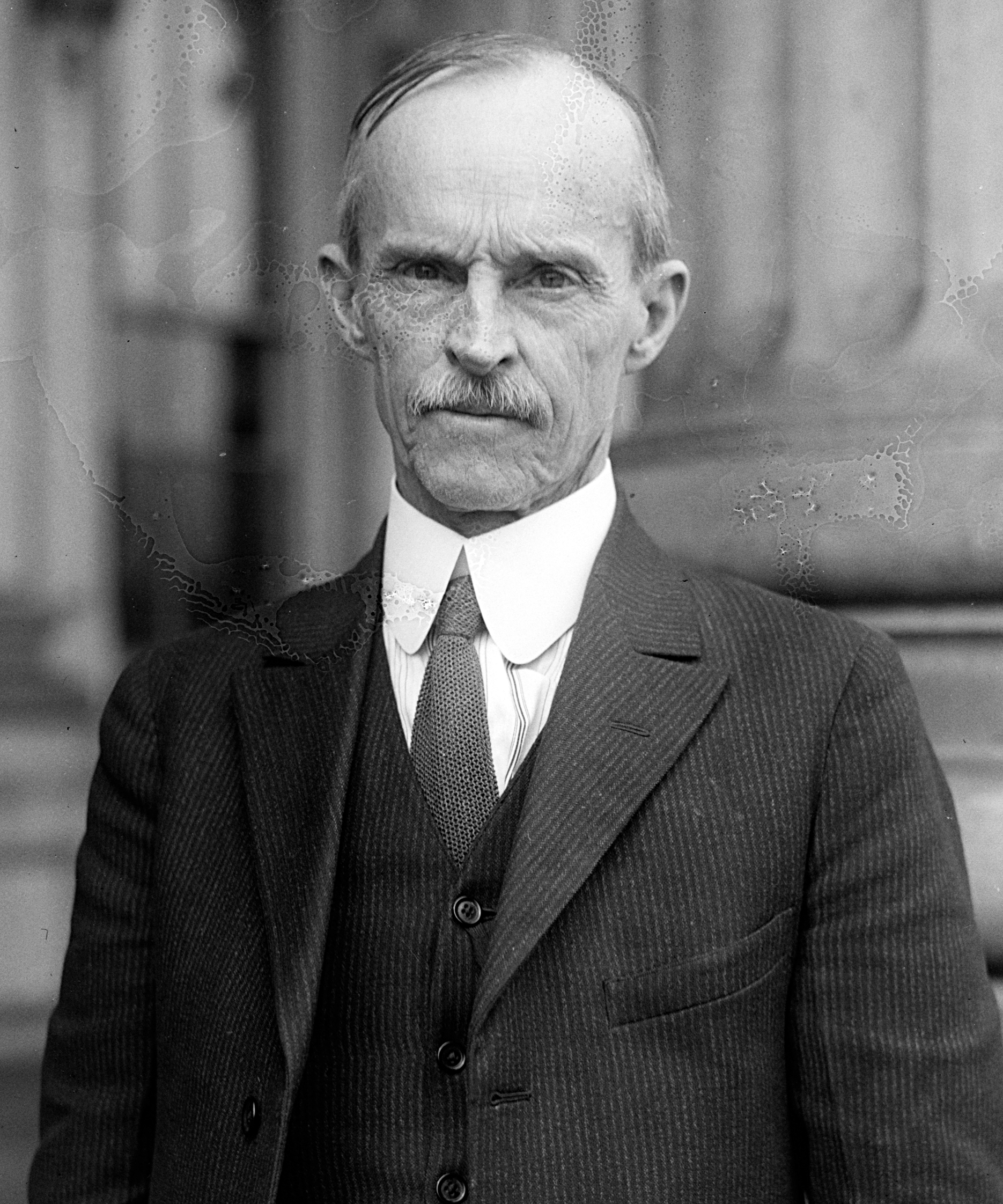
John R. Farr

John Richard Farr (* 18. Juli 1857 in Scranton, Pennsylvania; † 11. Dezember 1933 ebenda) war ein US-amerikanischer Politiker. Zwischen 1911 und 1919 sowie im Jahr 1921 vertrat er den Bundesstaat Pennsylvania im US-Repräsentantenhaus.

## Werdegang
John Farr besuchte die öffentlichen Schulen seiner Heimat und danach die Phillips Academy in Andover. Anschließend absolvierte er das Lafayette College in Easton. In seiner Jugend war er Zeitungsausträger. Später arbeitete er als Drucker und Verleger. Außerdem stieg er in das Immobiliengeschäft ein. Gleichzeitig schlug er als Mitglied der Republikanischen Partei eine politische Laufbahn ein. Er saß vier Jahre lang im Schulausschuss der Stadt Scranton. Zwischen 1891 und 1899 war er mehrfach Abgeordneter im Repräsentantenhaus von Pennsylvania, dessen Speaker er im Jahr 1899 wurde. 1908 kandidierte er noch erfolglos für den Kongress.
Bei den Kongresswahlen des Jahres 1910 wurde Farr dann aber im zehnten Wahlbezirk von Pennsylvania in das US-Repräsentantenhaus in Washington, D.C. gewählt, wo er am 4. März 1911 die Nachfolge von Thomas David Nicholls antrat. Nach drei Wiederwahlen konnte er bis zum 3. März 1919 vier Legislaturperioden im Kongress absolvieren. In diese Zeit fiel unter anderem der Erste Weltkrieg. Im Jahr 1913 wurden der 16. und der 17. Verfassungszusatz ratifiziert.
1918 verlor John Farr bei den Kongresswahlen gegen den Demokraten Patrick McLane. Er legte jedoch gegen den Ausgang der Wahl Widerspruch ein. Als diesem entsprochen wurde, konnte er am 25. Februar 1921 seinen alten Sitz im US-Repräsentantenhaus wieder einnehmen und bis zum 3. März desselben Jahres die Legislaturperiode beenden. Dieser Zeitraum umfasste gerade einmal eine Woche. Im Vorfeld der Wahlen des Jahres 1920 wurde John Farr nicht mehr für eine weitere Kandidatur nominiert.
In den folgenden Jahren war er wieder in der Immobilienbranche in Scranton tätig. 1930 und 1932 bemühte er sich jeweils erfolglos um die Nominierung seiner Partei für die jeweilige Kongresswahl. John Farr starb am 11. Dezember 1933 in seinem Heimatort Scranton.